# Benedict Stilling
Benedict Stilling (ur. 11 lutego 1810 w Kirchhain, zm. 28 stycznia 1879 w Kassel) – niemiecki lekarz, anatom, neurolog i chirurg. 

## Życiorys
W 1832 roku ukończył studia medyczne na Uniwersytecie w Marburgu. Następnie prowadził prywatną praktykę w Kassel, podróżował też po Europie, w Paryżu pracował razem z Claude'em Bernardem, Jeanem-Martinem Charcotem i Jeanem Zulémą Amussatem.
Stilling pamiętany jest przede wszystkim za jego prace z dziedziny neurologii. Zajmował się budową móżdżku i mikroskopową organizacją mostu. W 1840 roku w pracy "Physiologisch-pathologische und medicinisch-praktische Untersuchungen über die Spinal-Irritation" opisał układ wazomotoryczny. Wprowadził do neuroanatomii technikę seryjnych przekrojów przez struktury anatomiczne.
Stilling jako chirurg przeprowadził pierwszą w Niemczech owariektomię, stosując minimalnie inwazyjną technikę. Procedurę tę opisał w pracy "Geschichte einer Exstirpation eines krankhaft vergrösserten Ovariums". Jego synem był okulista Jakob Stilling (1842–1915).

## Prace
- De pupilla artificiali in sclerotica conformanda. (dysertacja doktorska) Marburg, 1832.
- Die künstliche Pupillenbildung in der Sclerotica. Nebst einem Anhange über die Verpflanzung der Hornahut Keratoplastik. Marburg, Elwert, 1833.
- Die Bildung und Metamorphose des Blutpfropfs oder Thrombus in verletzten Blutgefässen. Eisenach, Baerecke, 1834.
- Die natürlichen Processe bei der Heilung durchslungener Blutgefässe, mit besonderer Rücksicht auf den Thrombus. Eisenach, 1834.
- Die Gefässdurchslingung. Eine neue Methode, Blutungen aus grösseren Gefässen zu stillen. 1. Abtheilung: Monographie der Operation. Marburg, Elwert, 1834.
- Geschichte einer Exstirpation eines krankhaft vergrösserten Ovariums nebst einigen Bemerkungen über diese Operation. Allgemeine und physiologische und pathogenetische Erörterungen über Erbrechen etc. [Holschers’s] Hannoversche Annalen für die gesammte Heilkunde, Neue Folge, Jahrgang I, 1841.
- Physiologisch-pathologische und medicinisch-praktische Untersuchungen über die Spinal-Irritation. Leipzig, Wigand, 1840.
- Stilling B, Wallach J. Untersuchungen über die Textur des Rückenmarks. Lipsk, 1842.
- Über Textur und Functionen der Medulla Medulla oblongata. Erlangen, Enke, 1843.
- Untersuchungen über den Bau und die Verrichtungen des Gehirns. I. Über den Bau des Hirnknotens oder der Varolischen Brücke.
- Disquisitiones de structura et functionibus cerebri. 1. De structura protuberantiae annularis sive pontis Varolii. Jena, Mauke, 1847.
- Beiträge zur Natur- und Heilkunde. Frankfurt nad Menem, 1856.
- Neue Untersuchungen über den Bau des Rückenmarks mit einem Atlas mikroskopischer Abbildungen von 30. lith. Taff., nebst 1 grossen Wandtafel. Kassel, Hotop, 1857-1859.
- Untersuchungen über den Bau des kleinen Gehirns des Menschen. 3 tomy:
  - Vol. 1: Untersuchungen über den Bau des Züngelchens und seiner Hemisphären-Theile, mot Atlas von 9 Taff. Kassel, 1864.
  - Vol. 2: Untersuchungen über den Bau des Centralläppchens und der Flügel, mit 5. Taff. Kassel, 1867.
  - Vol. 3: Untersuchungen über den Bau des Bergs und der vorderen Oberlappen, sowie über die Organisation der centralen weissen Marksubstanz des Cerebellum und ihrer grauen Kerne und über die centralen Ursprungsstätten und Bahnen der Kleinhirn-Schenkel, nämlich der Bindearme, der Brücken-Arme und der strickförmigen Körper. Kassel, 1868.
- Ein Blatt zur neuesten Geschichte der Heilung der Harnröhren-Verengungen mittelst der inneren Urethrotomie. Kassel, 1856.
- Die Extra-Peritonealmethode der Ovariotomie. Berlin, 1866.
- Zur inneren Urethrotomie. Beiträge zur Geschichte dieser Operationen und der zu ihr erfundenen Instrumente, sowie zur Ehrenrettung Stafford’s. Berlin, 1866.
- Die rationelle Behandlung der Harnröhrenstricturen. Auf der Basis einer pragmatischen Geschichte der Urethrotomie dargestellt. Kassel, 1870-1872.